# Mimetes pauciflorus
Mimetes pauciflorus (лат.) — вид растений рода Mimetes семейства Протейные. Вечнозелёный прямостоящий редковетвящийся кустарник высотой 2—4 м. Листья — овальной формы, 2,5—4 см длиной и 0,75—2 см шириной, расположенные на верхних частях ветвей. На нижней части ветвей красновато-коричневая кора, листья отсутствуют. Головки цветов и прилегающие листья образуют цилиндрическое соцветие, увенчанное обычными, относительно вертикальными листьями. Соцветия на верхушке побегов имеют цилиндрическую форму, длиной 10—40 см и состоят из 40-120 плотно прилегающих друг к другу цветочных головок, отходящих от стебля вверх под острым углом, скрывающих гребень из маленьких, почти вертикальных листьев. Каждая из цветочных головок состоит из трёх, редко четырёх отдельных цветков. Цветки состоят из плотно прилегающих, мясистых, заострённых в форме копья прицветников и трёх оранжево-жёлтых брактеол длиной 4-5,5 см. Растет на влажных склонах, выходящих на юг, на южных прибрежных горах Южной Африки. Цветёт с августа по ноябрь, с пиком в сентябре.

## Ареал, местообитание и экология

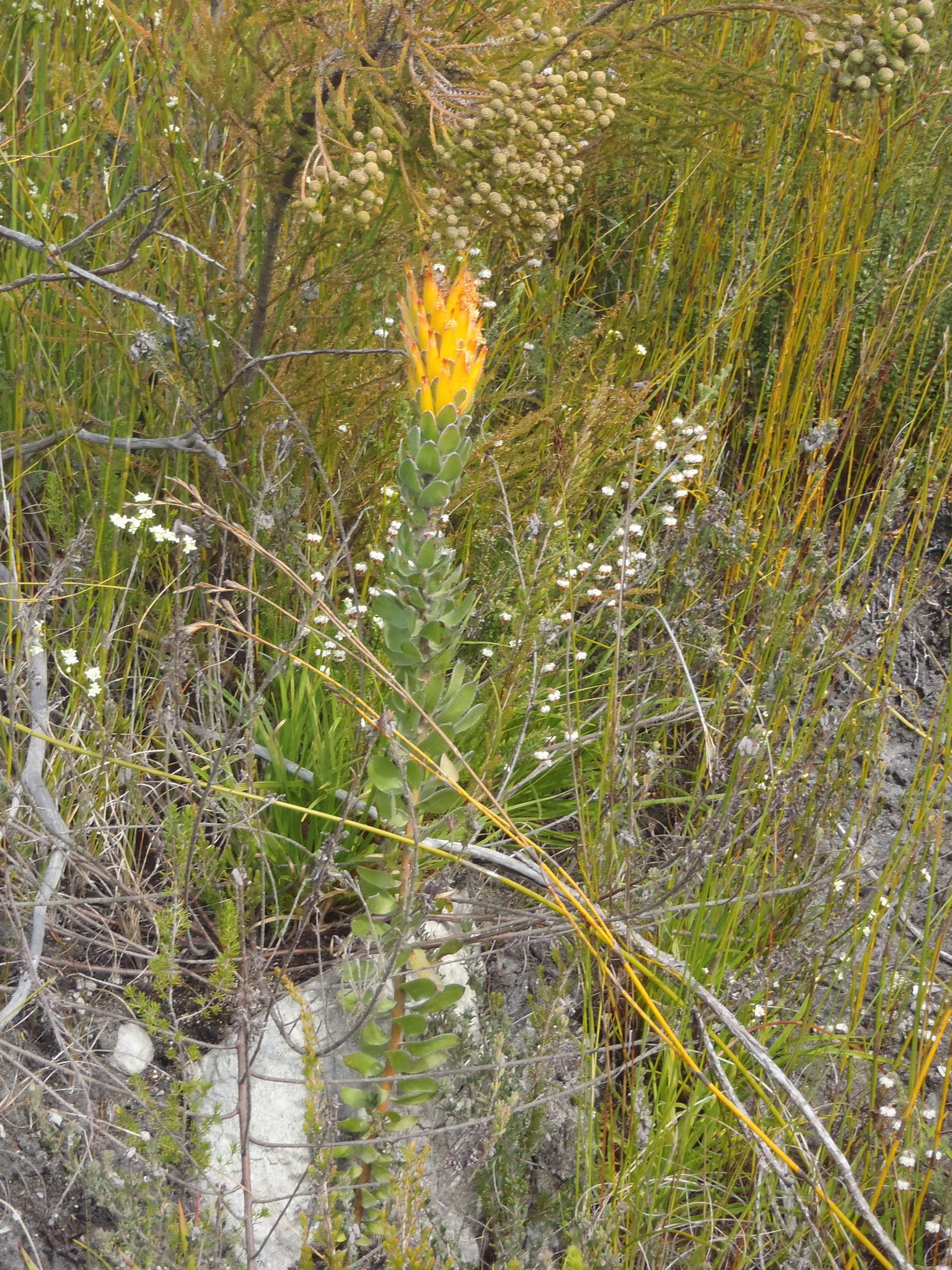
Цветущая Mimetes pauciflorus среди Brunia lanuginosa (окрестности Найсна, Западно-Капская провинция).

M. pauciflorus имеет относительно широкий ареал. Встречается в полосе шириной 8 км вдоль южных склонов прибрежных гор вдоль южного побережья, между Райтерсбергом и к северу от Мосселбая в Западно-Капской провинции и немного за Формоза-Пик Восточно-Капской провинции.
Произрастает в песчаных финбошах Южный Утеникуа и Цицикамма, очень плотных и высоких типах растительности, вместе с такими видами, как Brunia lanuginosa, Erica hispidula, Leucadendron conicum, L. eucalyptifolium и Widdringtonia cupressoides. Растёт на склонах на высоте 450—1400 м, которые являются влажными круглый год с годовыми осадками не менее 1000 мм. Цветёт с августа по ноябрь с пиком в сентябре. Предполагается, что, как и другие виды рода, M. pauciflorus распространяется птицами и муравьями.

## История изучения
Вид впервые описан Робертом Броуном в 1810 году в книге «On the natural order of plants called Proteaceae» и названа Mimetes pauciflorus. Его описание было основано на образце, который собрал английский и шотландский хирург и ботаник Уильям Роксбер в Южной Африке. В 1816 году Жан-Луи Пуаре объединил несколько родов, в том числе Mimetes, и переименовал вид в Protea pauciflora. Другой образец, найденный на перевале Монтегю исследователями Мишелем Гандоже и Хансом Шинцем в 1913 году, был описан ими и назван M. rehmanni в честь польского исследователя и ботаника Антония Ремана. В 1984 году Джон Патрик Рурк посчитал, что оба образца принадлежат к одному и тому же виду.